# 9053 Hamamelis
9053 Hamamelis è un asteroide della fascia principale. Scoperto nel 1991, presenta un'orbita caratterizzata da un semiasse maggiore pari a 2,5603369 UA e da un'eccentricità di 0,1876299, inclinata di 9,21412° rispetto all'eclittica.